# Кубок Львівської області з футболу 2019
Кубок Львівської області 2019 року проводився Федерацією футболу Львівської області серед аматорських команд Львівщини. Матчі проходили в період з 3 серпня по 20 жовтня 2019 року. В змаганнях взяли участь 16 команд, що виступають у Прем’єр-лізі, Першій, Другій та Третій лігах Львівської області. Серед них 7 команд – представники Прем’єр-ліги Львівщини (виділені жирним шрифтом).  
У вирішальному кубковому протистоянні, яке відбулось на оновленому газоні стадіону імені Богдана Маркевича у Винниках, зійшлися представники Миколаївського району – спортивно-культурний клуб «Демня» і футбольний клуб «Миколаїв». 
Другий рік поспіль у вирішальному кубковому поєдинку зустрілись команди під керівництвом двох досвідчених тренерів – Віталія Пономарьова та Володимира Підкіпняка. Різниця лише в тому, що торік Володимир Підкіпняк очолював соснівський «Рочин», а цьогоріч він тренує демнянців.
Футболісти ФК «Миколаїв», які втретє поспіль грали у фіналі, вперше за часів незалежності України здобули Кубок Львівської області. Якщо в попередніх двох сезонах миколаївці поступились «Юності» з Верхньої Білки та  «Рочину» із Соснівки, то в сезоні 2019 року в серії післяматчевих пенальті здолали у принциповому дербі СКК «Демня».  
Спеціальну нагороду кращого гравця фінального матчу вручено нападнику ФК «Миколаїв» Назару Сенишину.
Після закінчення гри, за участі голови Федерації футболу Львівської області Олександра Шевченка, відбулось урочисте нагородження фіналістів та офіційних осіб, які обслуговували цей матч.

## Результати матчів кубка Львівської області.
|  | ⅛ фіналу                                   |                                            | Чвертьфінали         |             | Півфінали        |              | Фінал         |              | ПЕРЕМОЖЕЦЬ    |      |
|  |                                            |                                            |                      |             |                  |              |               |              |               |      |
|  | ФК «Вишня» Судова Вишня                    |                                            |                      |             |                  |              |               |              |               |      |
|  |                                            |                                            | ФК «Миколаїв»        |             |                  |              |               |              |               |      |
|  | ФК «Миколаїв»                              | ФК «Миколаїв»                              | 1:0                  | 1:0         |                  |              |               |              |               |      |
|  |                                            |                                            |                      |             | ФК «Миколаїв»    |              |               |              |               |      |
|  | «Карпати» Кам’янка-Бузька                  | «Карпати» Кам’янка-Бузька                  |                      |             | 10:1             | 10:1         |               |              |               |      |
|  |                                            |                                            | «Карпати» К.Б.       |             |                  |              |               |              |               |      |
|  | «Локомотив» Рава-Руська                    | «Локомотив» Рава-Руська                    | 2:1                  | 2:1         |                  |              |               |              |               |      |
|  |                                            |                                            |                      |             |                  |              | ФК «Миколаїв» |              |               |      |
|  | «Сокіл» Сокільники                         | «Сокіл» Сокільники                         |                      |             |                  |              | 0:0 д.ч. 1:0  |              |               |      |
|  |                                            |                                            | «Фенікс-Стефано»     |             |                  |              |               |              |               |      |
|  | «Фенікс-Стефано» Підмонастир               | «Фенікс-Стефано» Підмонастир               | 4:1                  | 4:1         |                  |              |               |              | logo          | logo |
|  |                                            |                                            |                      |             | «Фенікс-Стефано» |              |               |              | logo          | logo |
|  | «Сокіл» Золочів                            | «Сокіл» Золочів                            |                      |             | 2:2 п.п. 8:7     | 2:2 п.п. 8:7 |               |              | logo          | logo |
|  |                                            |                                            | «Юність» В./Н. Білка |             |                  |              |               |              | logo          | logo |
|  | «Юність» Верхня/Нижня Білка                | «Юність» Верхня/Нижня Білка                | 3:0                  | 3:0         |                  |              |               |              | logo          | logo |
|  |                                            |                                            |                      |             |                  |              |               |              | logo          | logo |
|  | «Жупан» Винники                            | «Жупан» Винники                            |                      |             |                  |              |               |              | ФК «Миколаїв» |      |
|  |                                            |                                            | СКК «Демня»          | СКК «Демня» |                  |              |               |              | 0:0 п.п.5:3   |      |
|  | СКК «Демня»                                | СКК «Демня»                                | 3:0                  | 3:0         |                  |              |               |              |               |      |
|  |                                            |                                            |                      |             | СКК «Демня»      |              |               |              |               |      |
|  | «Темп» Відники                             | «Темп» Відники                             |                      |             | 3:0              | 3:0          |               |              |               |      |
|  |                                            |                                            | «Гірник» Н.          |             |                  |              |               |              |               |      |
|  | «Гірник» Новояворівськ                     | «Гірник» Новояворівськ                     | 1:0                  | 1:0         |                  |              |               |              |               |      |
|  |                                            |                                            |                      |             |                  |              | СКК «Демня»   |              |               |      |
|  | «Сокіл» Дуліби                             | «Сокіл» Дуліби                             |                      |             |                  |              | 1:1 д.ч. 3:2  | 1:1 д.ч. 3:2 |               |      |
|  |                                            |                                            | ФК «Самбір»          |             |                  |              |               |              |               |      |
|  | ФК «Самбір» Самбір                         | ФК «Самбір» Самбір                         | 5:2                  | 5:2         |                  |              |               |              |               |      |
|  |                                            |                                            |                      |             | ФК «Самбір»      |              |               |              |               |      |
|  | «Лео-Кераміка» Львів/Неділиська            | «Лео-Кераміка» Львів/Неділиська            |                      |             | 2:0              | 2:0          |               |              |               |      |
|  |                                            |                                            | «Кар’єр/Дністер»     |             |                  |              |               |              |               |      |
|  | «Кар’єр/Дністер» Торчиновичі/Старий Самбір | «Кар’єр/Дністер» Торчиновичі/Старий Самбір | 2:1                  | 2:1         |                  |              |               |              |               |      |

### Фінал[2]
Арбітр: Юрій Можаровський.
Асистенти арбітра: Віталій Семенів, Назарій Цмоканич.
Резервний арбітр: Василь Файда.
Резервний асистент арбітра:  Андрій Смольський.
 Спостерігач арбітражу: Андрій Шандор.
 Делегат матчу: Володимир Гевко

ФК «Миколаїв» : Бурмас Мар'ян, Іванишин Павло, Гурський Андрій, Оприск Роман, Коваль Григорій, Сагайдак Андрій, Юськевич Іван, Бойко Назар (Федина Іван,  113'), Сенишин Назар, Цюпка Назар (Синишин Ігор,  99'), Балух Ігор. 
Головний тренер: Віталій Пономарьов. Президент клубу: Микола Оприск.
СКК «Демня»: Лазарський Назарій, Радюк Тарас, Гусак Мирослав, Дикий Іван, Цень Роман, Дорошенко Валерій, Багдай Роман, Гірський Степан, Майовецький Руслан-Роман, Писько Ярослав (Антошик Олег,  72'), Зубар Святослав (Демків Тарас,  97'). 
Головний тренер: Володимир Підкіпняк. Почесний президент клубу: Михайло Мудрий.
Попередження:  42'Гурський Андрій;  56'Сенишин Назар; —   28'Цень Роман;  62'Писько Ярослав;  68'Дорошенко Валерій;  106'Гусак Мирослав;  120+2'Радюк Тарас.
| ФК «Миколаїв»                                                               | 5:3 | СКК «Демня»                                                                     |
| Федина Іван · Оприск Роман · Гурський Андрій · Синишин Ігор · Сенишин Назар |     | Гірський Степан · Майовецький Руслан-Роман · Антошик Олег · Дорошенко Валерій · |

## Інші кубкові турніри під егідоюФФЛО.
В 2019 році Федерацією футболу Львівської області було проведено традицій наймасовіший передсезонний (зимовий) Турнір пам’яті Ернеста Юста (переможець СКК «Демня») та  Турнір пам’яті Карла Мікльоша (переможець «Фенікс-Стефано» Підмонастир). Також проведено змагання на Кубок чемпіонів Львівщини.

### Кубок чемпіонів Львівської області - 2018/2019.
В 2019 році фінішував сімнадцятий за ліком розіграш Кубка чемпіонів Львівщини, котрий стартував матчами в групах ще восени 2018 року. В турнірі взяло участь 12 команд, чемпіони та призери районних чемпіонатів Львівської області. В турнірі були представлені 10 районів Львівщини. У фіналі зустрілись представники Стрийського та Жовківського районів. Перемогла команда з П'ятничан, яка минулого сезону ми дійшла до півфіналу Кубку чемпіонів Львівщини, де поступилися майбутньому переможцю. 
Фінал.
Арбітр: Верблянський Василь
Асистенти арбітра: Смольський Андрій, Пашковський Сергій
Четвертий арбітр:  Путас Тарас
 Спостерігач арбітражу: Степан Понайда
Голи:  6'  Ворон Віктор;  23' Зарічний Богдан;  25' Ворон Віктор;  59' Іванчишин Андрій;  65' Іванчишин Андрій —  74' Губка Павло;  80' Дах Тарас.
«УГВ-Сервіс» П'ятничани : Добровольський Павло (Стриганин Ігор,  70'), Максим Олег (Суховерський Назар,  84'), Антонів Юрій, Іваненко Роман, Іванчишин Андрій, Янкович Назар, Гнатів Руслан, Зарічний Богдан (Павлучкович Василь,  58'), Ворон Віктор, Гетманчук Роман (Тиник Іван,  70'), Вапеник Ігор.
Граючий тренер: Василь Павлучкович.
«Карпати» Бишків : Струк Василь (Ромах Андрій,  90+1'), Єлейко Микола, Періг Юрій, Цімерман Андрій, Гайдучок Михайло, Джупин Степан (Дах Тарас,  28'), Ферцович Тарас (Перетятко Дмитро,  65'), Безпалько Артур (Стадницький Василь,  54'), Губка Павло, Жемела Назар (Лозовий Юрій,  90'), Ромах Володимир (Липак Юрій,  54') . 
Тренер: Дмитро Лозовий.
Попередження:  18' Гнатів Руслан; —   69' Жемела Назар;